# Burin
Burin (en árabe: بورين‎) es una aldea en la Gobernación de Nablus, al norte de Cisjordania (Palestina), ubicada a 7 kilómetros al suroeste de Nablus. Según las estimaciones de la Oficina Central de Estadísticas de Palestina, tenía una población de 3220 habitantes a mediados de 2024.

## Historia
El nombre de la localidad podría provenir del topónimo de Beera, mencionado en el Libro de los Jueces (9:21).
En los siglos XII y XIII, durante las Cruzadas, Burin permaneció habitada por musulmanes, según el historiador Diya al-Din al-Maqdisi . En 1176, se entregó una parte de los diezmos del pueblo a la Iglesia del Monte Sión, aunque no hay evidencias de que se llegasen a recolectar.
El fundador de la familia Banu Ghawanima, Shaykh Ghanim, nació en el pueblo en 1166 y entró Jerusalén con el ejército de Saladino en 1187. Fue nombrado jeque de la mezquita al-Khanqah al-Salahiyya de la ciudad, fundada por Saladino en 1187, y tanto él como sus descendientes sirvieron como los principales jueces del fiqh (escuela de derecho islámico) shafi'i en Jerusalén. El minarete de Ghawanima y la puerta Bab al-Ghawanima de la Explanada de las Mezquitas recibieron su nombre en honor a esta familia.

### Periodo otomano
Burin pasó a formar parte del imperio Otomano en 1517 junto con el resto de Palestina, y en 1596 apareció en los registros de impuestos otomanos encuadrado en la nahiya de Jabal Qubal, parte del Sanjacado de Nablus. En ese momento, Burin tenía una población de 120 hogares y 5 solteros, todos musulmanes. Pagaban una tasa impositiva fija del 33,3% sobre varios cultivos, incluidos trigo, cebada, cultivos de verano, aceitunas y cabras o colmenas, así como sobre una prensa para aceitunas o uvas, suponiendo un total de 26.445 akçe . La familia del erudito damasceno al-Hasan al-Burini (m. 1615) provenía de Burin.
En 1838, la aldea aparecía reflejada como Baurin, ubicada en el Jurat Amra, al sur de Nablus. Edward Robinson señaló además que era "un pueblo grande, o más bien una ciudad comercial". En 1882, el Estudio sobre Palestina Occidental del Fondo para la Exploración de Palestina describió a Burin como un "pueblo grande en un valle, con un manantial en el medio y unos pocos olivos".

### Mandato británico de Palestina
En el censo de Palestina de 1922, realizado por las autoridades del Mandato británico de Palestina, Burin tenía una población de 901 habitantes, todos ellos musulmanes, mientras que en el censo de 1931 tenía 215 hogares y una población de 859 musulmanes.
En las estadísticas de 1945, Burin (junto con Iraq Burin) tenía una población de 1.200 habitantes, todos ellos musulmanes, con 19.096 dunams (19,096 km²) de tierra. De estos, 1.797 dunams eran plantaciones y tierras de regadío, en 8.741 se cultivaban cereales, y 106 dunams estaban calificados de terreno edificado (urbano).

### Ocupación jordana
A raíz de la guerra árabe-israelí de 1948, y después de los Acuerdos de Armisticio de 1949, Burin y el resto de Cisjordania quedaron ocupadas por Jordania. El censo jordano de 1961 registró 2.068 habitantes en Burin.

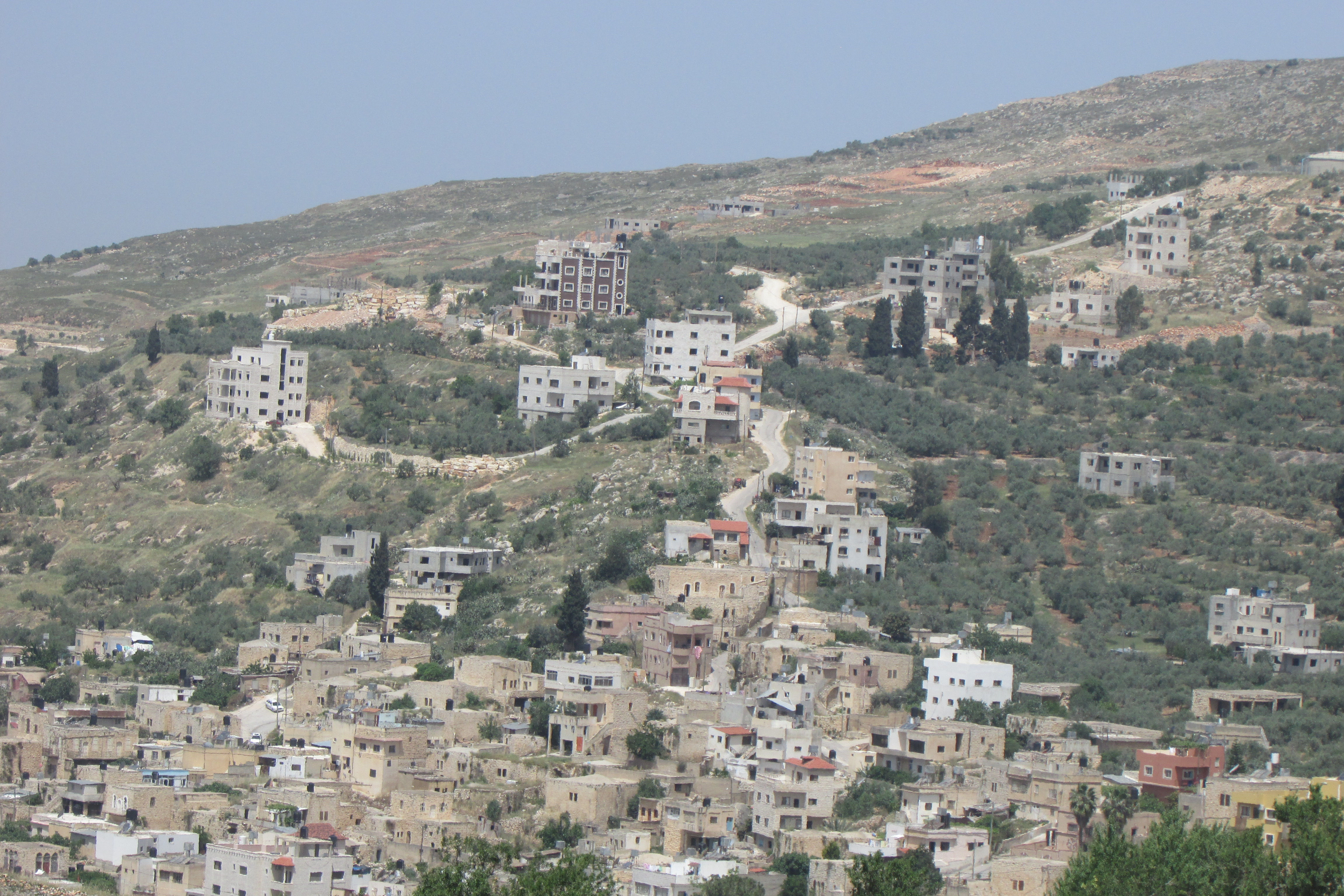
Perspectiva general de Burin

### Ocupación israelí
Desde la guerra de los Seis Días en 1967, Burin y el resto de Palestina han permanecido bajo un régimen de ocupación militar israelí.
Tras los Acuerdos de Oslo de 1995, el 20% de la superficie del pueblo fue clasificada como Área B (bajo control civil palestino y control militar israelí), mientras que el 80% restante quedó catalogado como Área C (bajo pleno control israelí). Israel ha confiscado territorio municipal de Burin para construir 2 asentamientos: 621 dunams para Har Brajá y 233 dunams para Yizhar . Los asentamientos israelíes constituyen una violación del derecho internacional y, en concreto, del artículo 49 del Cuarto Convenio de Ginebra.

## Demografía
En el censo de 1997, realizado por la Oficina Central de Estadísticas de Palestina (PCBS), Burin tenía una población de 1.915 habitantes. Los refugiados palestinos y sus descendientes representaban el 57,1% de los habitantes. Según el PCBS, la población de Burin había crecido hasta los 2.573 habitantes a mediados de 2006. Las estimaciones de este organismo calculan la población a mediados de 2023 en 3161 habitantes. 

## Expropiaciones y violencia de los colonos

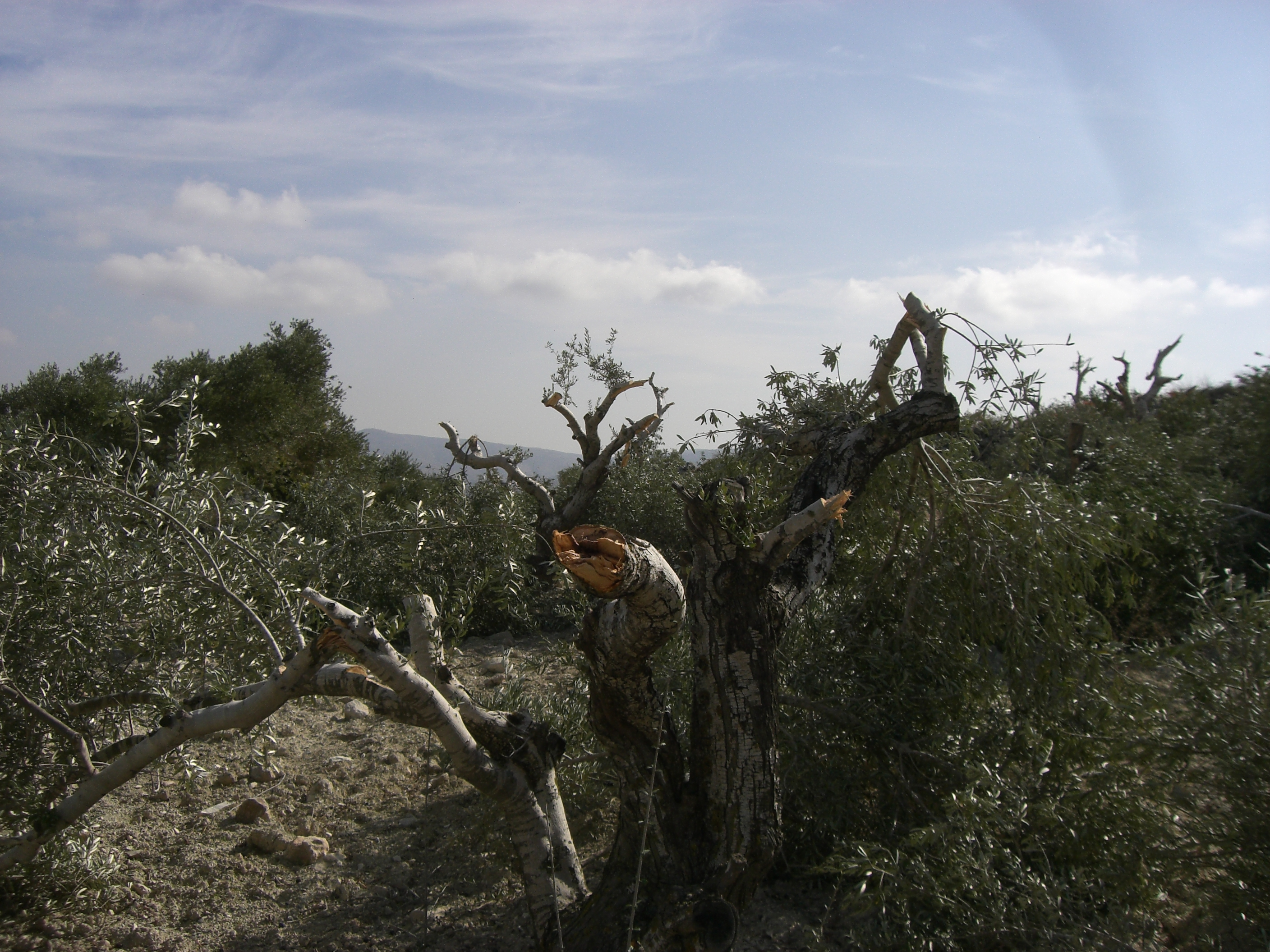
Los habitantes de Burin y diversos funcionarios palestinos denunciaron el 12 de noviembre de 2009 que los colonos del asentamiento de Yitzhar habían talado o arrancado entre 81 y 97 olivos.

Las autoridades israelíes responsables de los territorios ocupados han ido reduciendo gradualmente los recursos hídricos y los terrenos de Burin desde 1967, destinándolos a la construcción de asentamientos y a bases militares israelíes. Desde 1982, más de 2.000 dunams (2 km²) de terrenos de Burin han sido declarados "terrenos estatales" y posteriormente entregados a los colonos de Har Brajá.
En 2008, un estudiante de la yeshivá de Yitzhar fue arrestado después de lanzar un ataque fallido con cohetes sobre Burin. Después de que la policía israelí demoliera una casa portátil en el asentamiento ilegal de Adei Ad, un grupo de colonos de Yitzhar destrozaron automóviles, rompieron ventanas y cortaron cables eléctricos en Burin. Desde mediados de junio de 2008 hasta agosto de 2008, la ONG de derechos humanos Yesh Din documentó nueve ataques contra familias palestinas que vivían en Burin, presuntamente llevados a cabo por colonos que vivían en puestos de avanzada cerca de Yitzhar o Har Brajá. Los casos de "perturbaciones de la paz", término con el que las autoridades israelíes aluden a los daños causados a los palestinos y a sus bienes, así como a los daños causados a las fuerzas de seguridad israelíes por ciudadanos israelíes, aumentaron en 2008, con 429 incidentes en el primer semestre de 2008, en comparación con 587 incidentes en todo 2006 y 551 en 2007.
En febrero de 2010, un guardia de seguridad del asentamiento vecino disparó e hirió a un joven palestino de 18 años de Burin, lo que, según los colonos, ocurrió después de que los palestinos les arrojaran piedras.

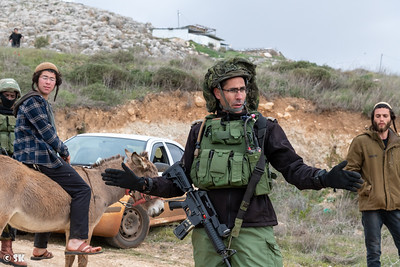
Colonos del asentamiento ilegal de Giv'at Ronen y soldado del ejército israelí a la entrada de Burin

Los ataques de colonos israelíes se han venido repitiendo con regularidad desde entonces. Las jornadas de recolección de aceitunas se coordinan con Israel, la Autoridad Nacional Palestina y los grandes clanes familiares de la zona para evitar la violencia y el vandalismo. Un total de 7.714 árboles de propiedad palestina fueron dañados por ataques de colonos durante los primeros meses de 2013. Según un informe de Yesh Din, Burin fue la localidad palestina con una mayor pérdida de árboles. Un portavoz de la administración militar israelí en Cisjordania dijo que también hubo casos en los que los palestinos dañaron árboles propiedad de Israel, pero fueron menos.
En 2019, un grupo de colonos judíos agredieron a activistas de derechos humanos israelíes en Burin. Estos activistas habían llegado al pueblo para ayudar a los agricultores palestinos a cosechar sus olivos y fueron atacados por asaltantes enmascarados con barras de hierro y piedras. Tres días después, colonos enmascarados llevaron a cabo un nuevo ataque con piedras contra agricultores palestinos en terrenos agrícolas cercanos a Burin; dos palestinos resultaron heridos y fueron trasladados a un hospital en Nablus, pero ninguno de los colonos fue arrestado.
En 2022, otro grupo de colonos judíos atacaron a activistas israelíes cerca de Burin, donde estos habían llegado para ayudar a los agricultores palestinos a plantar árboles en áreas que habían sido dañadas o destrozadas en ataques anteriores. Siete de los activistas israelíes resultaron heridos por los colonos en el ataque, que el ministro de Seguridad Pública de Israel calificó de "terrorismo".
En 2023, el diario israelí Haaretz informaba de que los habitantes de Burin "vivían sometidos al terror", con "ventanas con barrotes pesados, cámaras de seguridad y puertas blindadas".